# Tolidos
 (août 2018).
Tolidos est un groupe de pop punk mexicain, originaire de Chihuahua. Il est formé à la fin des années 1990 par Luis Cortes (chant, guitare), Mandro (basse), Gerardo Hernández (guitare) et Damián Jaime (batterie).

## Biographie

### Débuts
Dès son plus jeune âge, Luis Cortés, à peine âgé de 13 ans, commence à s'intéresser à la musique. Il décide de se joindre à quelques camarades de classe pour former un groupe appelé La Frontera más Fabulosa y Bella del Mundo, qui n'a jamais prospéré. Des années plus tard (1996), avec Mandro, Choche et Daniel, il forme un groupe indépendant appelé Ultra Tolidos Sónicos. L'origine du mot Tolido provient d'une blague entre membres du groupe, qui retrace son origine dans le mot « toilettes » (Escusado).
Ils commencent à jouer dans la scène de Juarez, avec un style marqué par les influences du pop rock américain. Son style attire l'attention de la presse et des promoteurs locaux, permettant une grande diffusion de leur style via Internet et partageant la scène avec des groupes tels que The Ataris, The Starting Line et Sparta.

### Te amo... me odias
En 2003, le groupe se rebaptise Tolidos et joue sur la scène nationale pour la sortie de son premier album, Te amo .. me odias sous le label Regiomontano Class Music. Il comprend plusieurs chansons développées par Tolidos sur une période de quatre ans, montrant l’évolution due son style musical au fil du temps.
Le premier single est publié sous le titre Hoy, dont le clip vidéo est réalisé par Jorge Yapor et en rotation permanente sur d'importantes chaînes vidéo telles que MTV et Telehit. Verano est également clippé et réalisé par Jorge Vapor, avec l'aide de Jesús Yánez. Dans le clip, Tolidos ne voit que des scènes d'une fille écoutant la chanson sur son iPod. Teen Decisions est enregistré avec une vidéo RBD lors de la soirée de fiançailles de Manflo et Dulce María et est en rotation. 
Survient une série de difficultés. Luis se fracture la mâchoire et le poignet à la suite d'une chute après avoir escaladé une clôture. Il continue la longue tournée mexicaine avec les autres membres. Quelques mois plus tard, en raison de divergences communes (pour ne pas suivre la ligne de style que Luis avait toujours marquée), Bola, Choche, Daniel et Manflora quittent le groupe. Tolidos disparait alors de la carte sans laisser aucune trace. Cependant, quelque temps après, il revient avec de nouveaux membres, un nouveau look et un nouveau style musical. Le groupe participe au Vive Latino en 2005, 2006 et 2008, où ils partagent la scène avec d’autres grands groupes.

### D para Drama
À l'exception de Luis Cortés, Tolidos n'est plus constitué de nouveaux membres : Damian Jaime à la batterie, Gerardo Hernández à la guitare et, de retour dans le groupe en tant que bassiste, Armando Arzaga. Avant d'enregistrer leur album suivant, ils participent à un hommage à Bronco, sur l'album intitulé Tributo al grande. Tolidos a collaboré en interprétant le morceau Si te vuelves a enamorar.
Par la suite, ils se rendent au studio El Cielo Recording Studio pour enregistrer leurs nouveaux morceaux, à Monterrey, aux côtés du producteur Rojo Treviño. Les anciennes chansons Mueres por hacer et Huellas por trastrear sont incluses. Le morceau El mundo puede esperar est choisi en tant que premier single.
Après avoir terminé l'enregistrement de l'album, ils participent à l'événement Campus Rock, aux côtés de trois autres groupes.

### Viernes
Viernes est un projet solo de Luis Cortes (Tolidos Vocalist) dans lequel il s’éloigne du genre punk rock et s’aventure dans des genres tels que la musique électronique, l’expérimental et l’indie. Au cours des derniers mois de 2012, ils finissent de composer les chansons de son premier album de Viernes, qui voit le jour à la fin de 2012. Le premier single s'intitule odo lo que no mataste. En 2017, le roupe joue aux côtés de Reyno.

## Discographie

### Albums studio
- 2003 :  Te amo... me odias
- 2008 :  D para drama

### Démos
- 1999 : Soy Punk y No le Bajo al Tolido (sous Ultra Tolidos Sonicos)
- 2001 : Tostadores et escaleras (sous Ultra Tolidos Sonicos)
- 2002 : T.&E. Reissue (sous Ultra Tolidos Sonicos)
- [2012]) : Viernes

### Singles
- Te amo... me odias
- 2004 : Hoy
- 2004 : Verano
- 2004 : Decisiones adolescentes
- 2005 : Huellas por rastrear
- 2008 : El Mmundo puede esperar
- 2008 : Mueres por Hacerlo
- 2012 : Todo lo que no mataste